# Lev Gritsenko
Lev Anatólievich Gritsenko –en ruso, Лев Анатольевич Гриценко– (Lípetsk, URSS, 19 de enero de 1989) es un deportista ruso que compitió en remo. Ganó una medalla de plata en el Campeonato Europeo de Remo de 2016, en la prueba de ocho con timonel.

## Palmarés internacional
| Campeonato Europeo | Campeonato Europeo     | Campeonato Europeo | Campeonato Europeo |
| Año                | Lugar                  | Medalla            | Prueba             |
| ------------------ | ---------------------- | ------------------ | ------------------ |
| 2016               | Brandeburgo (Alemania) | Medalla de plata   | Ocho con timonel   |